# Denis Burke

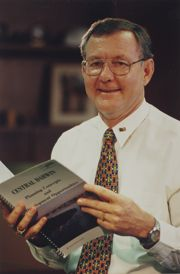
Denis Burke (2001)

Hon. Denis Gabriel Burke AM (* 22. September 1948 in Townsville, Queensland) ist ein australischer Offizier und Politiker der Country Liberal Party (CLP), der unter anderem zwischen 1999 und 2001 Chief Minister des Northern Territory war.

## Leben
Denis Gabriel Burke trat 1969 als Wehrpflichtiger in die Australian Army ein und fand nach einer Offiziersausbildung zahlreiche Verwendung im In- und Ausland wie zwischen 1984 und 1985 bei der United Nations Truce Supervision Organization (UNTSO), der Friedensmission der Vereinten Nationen zur Wahrung des Waffenstillstandes im Nahen Osten. Er war Absolvent des Army Command and Staff College und unterrichtete als Taktiklehrer an der US Armor School in Fort Knox. Nach seiner Rückkehr nach Australien wurde er zum ersten Armeeausbilder am Royal Australian Navy Staff College auf dem Marinestützpunkt HMAS Penguin, ehe er zuletzt bis zu seinem Ausscheiden aus dem aktiven Militärdienst 1994 Kommandeur des in Darwin stationierten 2. Kavallerieregiments war.
Burke wurde für die Country Liberal Party (CLP) bei der Wahl am 4. Juni 1994 als Nachfolger von Max Ortmann im Wahlkreis „Brennan“ erstmals zum Mitglied der Northern Territory Legislative Assembly und gehörte dieser bis zum 18. Juni 2005 an, woraufhin James Burke zu seinem Nachfolger in diesem Wahlkreis gewählt wurde.
Am 1. Juli 1995 wurde Denis Burke in die Regierung von Chief Minister Shane Stone die Posten als Minister für Arbeitsgesundheit und bekleidete dieses Ministeramt bis zum 7. Dezember 1998. Zugleich fungierte er zwischen dem 1. Juli 1995 und dem 20. Juni 1996 als Minister für Energie und Wasser und als Minister für Versicherungen des Northern Territory. Im Anschluss war er vom 21. Juni 1996 bis zum 14. September 1997 Generalstaatsanwalt, Minister für Gesundheitsdienste sowie Minister für die Alkoholkommission. Im Zuge einer Regierungsumbildung übernahm er am 15. September 1997 die Ämter als Minister für Gesundheit, Familien- und Kinderdienste sowie als Minister für Senioren und behielt diese bis zum 8. Februar 1999. Zuletzt fungierte er in der Regierung Stone zwischen dem 8. Dezember 1998 und dem 8. Februar 1999 darüber hinaus zusätzlich als Minister für Industrie und Wirtschaft, Minister für regionale Entwicklung, Minister für Pferderennen, Glücksspiel und Lizenzen sowie als Minister für Verteidigungsunterstützung.
Nach dem Rücktritt von Shane Stone wurde Burke am 9. Februar 1999 Vorsitzender der CLP und übernahm zugleich den Posten als Chief Minister des Northern Territory. Er bekleidete diese Ämter bis zum 26. August 2001. In seiner Regierung übernahm er zugleich vom 9. Februar 1999 bis zum 26. August 2001 die Ämter als Generalstaatsanwalt, Jugendminister, Frauenminister sowie als Minister für Verfassungsentwicklung. Nach dem Rücktritt von Barry Coulter am 18. Juni 1999 fungierte er außerdem zwischen dem 21. Juni und dem 3. August 1999 als Minister für Verkehr und Infrastruktur und als Minister für die Häfen des Northern Territory. Darüber hinaus bekleidete er zwischen dem 21. Juni 1999 und dem 26. August 2001 den Posten als Minister für die Austral-Asia-Eisenbahn (AustralAsia Railway Corporation).
Bei den Parlamentswahlen am 18. August 2001 errang die Labor Party 13 Sitze gegenüber 10 Sitzen für die regierende Country Liberal Party. Damit verlor die CLP erstmals seit Beginn der Selbstverwaltung am 1. Juli 1978 die Mehrheit in der Legislativversammlung und damit die Regierungsverantwortung, woraufhin erstmals die Labor Party unter Clare Martin als erste Frau im Amt der Chefministerin in der Geschichte des Territoriums eine Regierung bildete. Nach der Wahlniederlage übernahm er als Parteivorsitzender der CLP am 28. August 2001 den Posten als Oppositionsführers in der Legislativversammlung und war in dem von ihm geführten „Schattenkabinett“ seiner Partei zugleich die Verantwortung für die Bereiche Polizei, Feuerwehr und Rettungsdienste, Ressourcenentwicklung, Asiatische Beziehungen und Handel sowie die Australasiatische Eisenbahn und ab dem 2. Dezember 2002 für Polizei, Feuerwehr und Rettungsdienste, Gebietsentwicklung, Australasiatische Eisenbahn sowie Verteidigungsunterstützung. In dem von ihm am 5. September 2003 gebildeten „Schattenkabinett“ übernahm er als Oppositionsführer außerdem die Zuständigkeit für Finanzen, Gebietsentwicklung, Australasiatische Eisenbahn sowie Rennen, Glücksspiel und Lizenzierung. Nachdem Terry Mills 2003 neuer Parteivorsitzender und am 9. Februar 2004 auch neuer Oppositionsführer wurde, wurde Burke in dessen „Schattenkabinett“ Verantwortlicher für Transport und Infrastruktur sowie Verteidigungsunterstützung beziehungsweise an dem 11. Mai 2004 für Verkehr und Infrastruktur, Land und Planung und Verteidigungsunterstützung, ehe er am 12. Oktober 2004 die Verantwortung Wirtschaft, Industrie und Ressourcenentwicklung, Unternehmens- und Informationsdienste, Kommunikation, Beziehungen und Handel mit Asien, Polizei, Feuerwehr und Rettungsdienste und Verteidigungsunterstützung übernahm. Am 7. Februar 2005 löste Burke Mills als Parteivorsitzender und Oppositionsführer ab und übernahm in dem von ihm geführten Schattenkabinett bis zum 31. Mai 2005 ferner die Verantwortung für die Bereiche Finanzen, Rennsport, Glücksspiel und Lizenzierung, Gebietsentwicklung, Polizei, Feuerwehr und Rettungsdienste, Wirtschaft, Industrie und Ressourcenentwicklung, Verteidigungsunterstützung und die Austral-Asia-Eisenbahn.
Bei den Wahlen am 18. Juni 2005 erlitt die CLP unter Burkes Führung eine erneute empfindliche Niederlage: die regierende Labor Party von Chefministerin Clare Martin erhielt 52,8 Prozent der Stimmen sowie 19 von 25 Sitzen in der Legislative Assembly, die Country Liberal Party 34,7 Prozent sowie nur noch vier Sitze, während Unabhängige mit 8,3 Prozent zwei Abgeordnete stellte. Die Wahlbeteiligung betrug 66,2 Prozent. Er selbst wurde nicht mehr in die Legislativversammlung gewählt und trat als Parteivorsitzender zurück, woraufhin Jodeen Carney am 18. Juni 2005 neue Vorsitzende der CLP und Oppositionsführerin wurde.
Aus seiner Ehe mit Annette Burke ging sein Sohn Sam Burke hervor, der mit Lia Finocchiaro verheiratet ist, die seit 24. August 2024 amtierende Chefministerin des Northern Territory ist.
Im Januar 2025 wurde er für seine Verdienste um die Northern Territory Legislative Assembly und die Gesellschaft zum Member des Order of Australia ernannt.